# Platymantis cornuta
Platymantis cornuta (tên tiếng Anh: Horned Forest Frog) là một loài ếch trong họ Ranidae. Chúng là loài đặc hữu của Philippines.
Các môi trường sống tự nhiên của chúng là các khu rừng ẩm ướt đất thấp nhiệt đới hoặc cận nhiệt đới, các khu rừng vùng núi ẩm nhiệt đới hoặc cận nhiệt đới, các đồn điền, vườn nông thôn, và các khu rừng trước đây bị suy thoái nặng nề. Loài này đang bị đe dọa do mất môi trường sống.